# Дружба (Новозыбковский район)
Дружба — поселок в Новозыбковском городском округе Брянской области.

## География
Находится в западной части Брянской области на расстоянии приблизительно 5 км на восток-юго-восток по прямой от железнодорожного вокзала районного центра города Новозыбков.

## История
В 1859 году в данной местности находилась деревня Новозыбковского уезда Черниговской губернии Скачок (Заводовка) с 2 дворами. На карте 1941 года еще не был отмечен. До 2019 года входил в Тростанское сельское поселение Новозыбковского района до их упразднения.

## Население
Численность населения: 5 человек (1859 год), 91 человек в 2002 году (русские 92 %), 79 в 2010.